# Wschodniogalicyjskie Koleje Lokalne

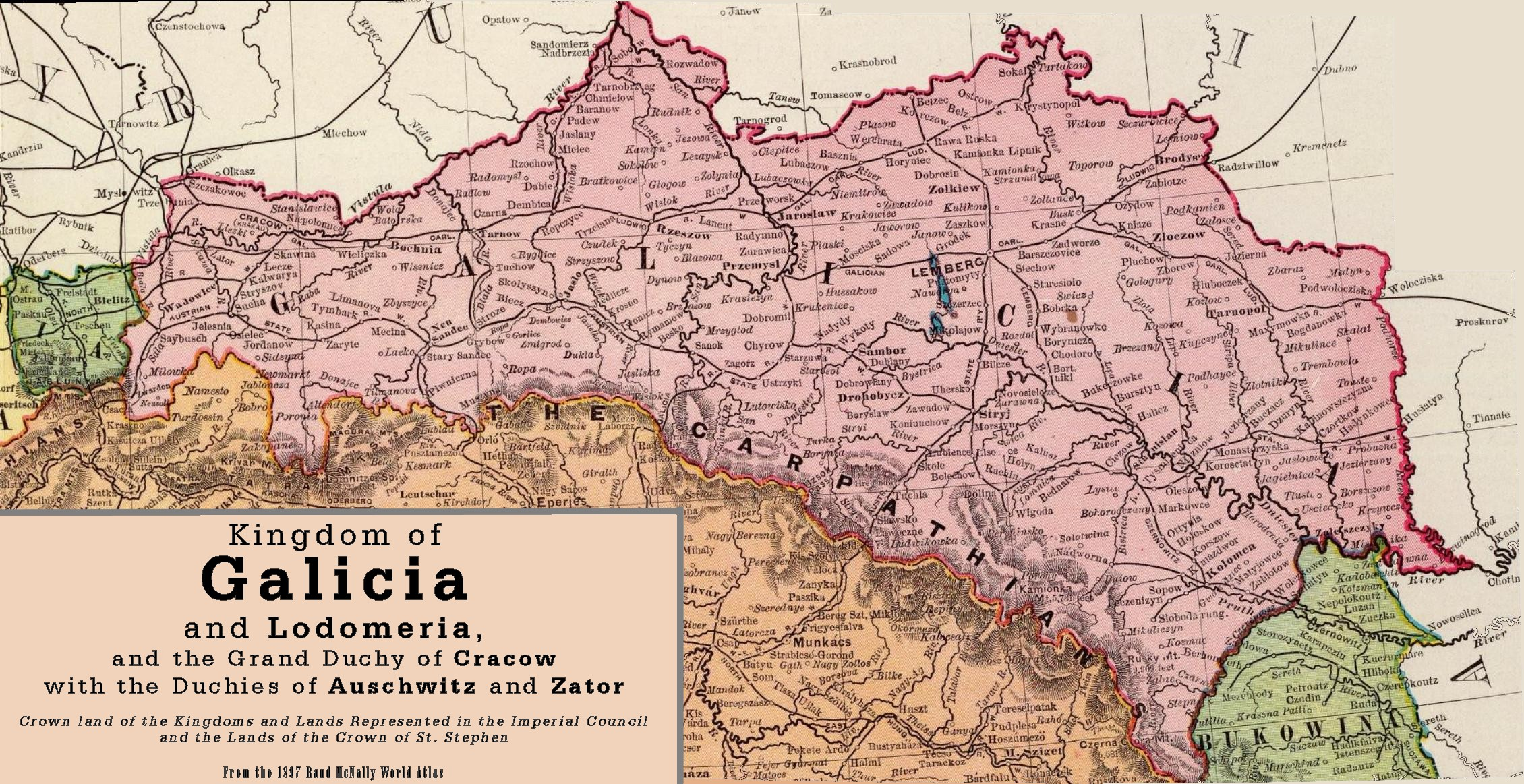
Linie kolejowe w Galicji przed 1897

Wschodniogalicyjskie Koleje Lokalne (niem. Ostgalizische Localbahnen, OGLB) – wybudowana w granicach Cesarstwa Austriackiego kolej lokalna o łącznej długości 339,4 km. Składała się z 8, częściowo połączonych ze sobą linii długości między 20 km a 70 km. Pierwszą z nich, 72 km otwarto w końcu listopada 1896. Ostatnią, 24 km uruchomiono niespełna 2 lata później.
Ogólna długość linii Wschodniogalicyjskich Kolei Lokalnych sukcesywnie rosła. Początkowo, w 1896 była to jedna, 71,8 km linia. Rok później istniały już 4 linie o łącznej długości 215,6 km, a w grudniu 1898 istniało wszystkie 8 linii o długości 339,4 km. W 1898 koleje dysponowały taborem, na który składało się: 10 lokomotyw, 41 wagonów osobowych i 172 wagony towarowe. 13 lat później liczba lokomotyw zwiększono o 2 – ich stan wzrósł wówczas do 12 parowozów.
W pierwszym roku istnienia wszystkich 8 linii (1898) z usług Wschodniogalicyjskich Kolei Lokalnych skorzystało 163 tys. pasażerów. 3 lata później przewozy pasażerów wzrosły do 313 tys. osób. W latach 1905–1913 kolejami podróżowało rocznie od 413 do 497 tys. pasażerów. Podróżni mogli korzystać z wagonów o zróżnicowanym standardzie, stosownie do ich możliwości finansowych. Najzamożniejsi klienci kolei korzystali z wagonów 1 klasy, dla najmniej wymagających pozostawały wagony 3 klasy. W latach 1898–1913, w najlepszych warunkach podróżowało nie więcej niż 0,5% pasażerów. Z przejazdu w 2 klasie korzystało wówczas 3,4–5,3% podróżnych. Największą popularnością cieszyła wśród pasażerów 3 klasa – wagonami tej klasy podróżowało 81–94% klientów. Pozostałe 2–13% stanowiły osoby podróżujące według taryfy wojskowej. Wschodniogalicyjskie Koleje Lokalne nie eksploatowały wagonów pasażerskich 4 klasy.
W 1898 koleje lokalne przewiozły tylko 80,6 tys. t ładunków. Kolejne lata przyniosły dynamiczny wzrost przewozów towarowych: ze 137 tys. t (1899) do 223 tys. t (1902) i 312 tys. t (1905). Lata 1906–1910 przyniosły stopniowy spadek zleceń na przewóz towarów – z początkowych 279 tys. t. do 198 tys. t. W latach bezpośrednio poprzedzających wybuch I wojny światowej transport towarów i ładunków oscylował w przedziale 263–270 tys. t.

## Chronologiczny wykaz odcinków kolejowych otwartych przez Wschodniogalicyjskie Koleje Lokalne
- 25 listopada 1896: Tarnopol – Kopyczyńce dł. 71,77 km
- 1897
  - 25 stycznia: Podwysokie – Ostrów – Berezowica dł. 72,28 km
  - 1 czerwca: Halicz – Podwysokie dł. 29,27 km
  - 29 listopada: Chodorów – Podwysokie dł. 42,25 km
- 1898
  - 15 listopada
    - Biała Czortkowska – Zaleszczyki dł. 51,23 km
    - Wygnanka – Teresin – Skała dł. 42,58 km
    - Teresin – Borszczów dł. 6,23 km

  - 1 grudnia: Borszczów – Iwanie Puste dł. 23,73 km